# الغشامره
الغشامرة، هي تجمع سكاني تابع لقرى قبيلة بني ظبيان بسراة غامد، وتقع جنوب العقشان التابعة لمنطقة الباحة بمسافة نصف كيلو ويقام فيها سوق اسبوعي.